# François Guérin (acteur)
Pour les articles homonymes, voir Guérin et François Guérin.
François Guérin est un acteur français, né François René Gilles Grondin le 12 décembre 1927 dans le 9e arrondissement de Paris et il est mort le 26 octobre 2003 dans le 15e arrondissement de Paris.

## Biographie
François Guérin voit le jour dans la famille d'un ingénieur aéronautique résidant à Neuilly-sur-Seine. Après le baccalauréat, il veut devenir dessinateur de presse et adresse, sans succès, des dessins humoristiques aux journaux. Il se tourne alors vers l'illustration de livres et les décors de théâtre. Pour se perfectionner dans ce dernier domaine, il s'inscrit aux cours de théâtre de Marie Ventura, ancienne sociétaire de la Comédie Française, laquelle lui propose au bout d'un mois de passer une scène, il décide alors de devenir comédien. Il est lancé en 1953, en même temps que Pierre Vaneck, en interprétant la pièce Sud de Julien Green. Interprétant ses premiers rôles au cinéma et au théâtre, il décide de se consacrer plus particulièrement au théâtre, en tant qu'acteur, mais aussi en tant que metteur en scène et décorateur. En 1953, il épouse la comédienne Anne Vitrac, née Myey qui portera ensuite le nom de scène Anne Guérin (1925-2018). Ils eurent une fille, Olivia, née en 1958. 
Il est inhumé au cimetière ancien de Neuilly-sur-Seine (division 3).

## Filmographie partielle

### Cinéma
- 1952 : Douze Heures de bonheur de Gilles Grangier : Gilbert Lantois
- 1953 : La Vie d'un honnête homme de Sacha Guitry : Pierre Lacoste
- 1954 : Mam'zelle Nitouche d'Yves Allégret : La Vauzelle
- 1955 : Les Aristocrates de Denys de la Patellière : Pierre de Maubrun
- 1956 : Paris Canaille de Pierre Gaspard-Huit : Jean-Pierre
- 1956 : Si Paris nous était conté de Sacha Guitry : le premier visiteur
- 1956 : Le Long des trottoirs de Léonide Moguy : André Monod
- 1956 : Mistou de Jacqueline Audry : Robert, le lieutenant Bleu
- 1957 : La Roue de Maurice Delbez et André Haguet : Jacques Marchand
- 1957 : Donnez-moi ma chance de Léonide Moguy : Georges Martin
- 1958 : Rafles sur la ville de Pierre Chenal : l'inspecteur Gilbert Barot de la PJ
- 1959 : Ramuntcho de Pierre Schoendoerffer : Ramuntcho
- 1960 : Les Yeux sans visage de Georges Franju : Jacques Vernon
- 1960 : La Chatte sort ses griffes d'Henri Decoin : Louis
- 1961 : Par-dessus le mur de Jean-Paul Le Chanois : Jean
- 1964 : Week-end à Zuydcoote d'Henri Verneuil : le lieutenant pressé
- 1968 : Caroline chérie de Denys de La Patellière : Gaston de Salanches
- 1971 : Les Petites filles modèles de  Jean-Claude Roy : Le docteur Luçon

### Télévision
- 1961 : Les Jours heureux, téléfilm d'Arnaud Desjardins
- 1962 : L'Auberge de l'Ange Gardien et Le Général Dourakine, téléfilms d'après le roman de la Comtesse de Ségur, réalisation de Marcel Cravenne, collection Le Théâtre de la jeunesse : Moutier
- 1966 : Au théâtre ce soir : Blaise de Claude Magnier, mise en scène Jacques Mauclair, réalisation Pierre Sabbagh, théâtre Marigny
- 1967 : Le Jeu des vacances, téléfilm de Gilbert Pineau
- 1967 : Meurtre en sourdine, téléfilm de Gilbert Pineau
- 1971 : Au théâtre ce soir : La Collection Dressen de Harry Kurnitz, adaptation Marc-Gilbert Sauvajon, mise en scène Jacques-Henry Duval, réalisation Pierre Sabbagh, théâtre Marigny
- 1973 : L'Écharpe de soie rouge, réalisation de Jean-Pierre Desagnat, un épisode de la série télévisée Arsène Lupin
- 1975 : L'Idiote, pièce de théâtre de Marcel Achard, réalisation de François Villiers

## Théâtre

### Comédien
- 1952 : La Valse des toréadors de Jean Anouilh, mise en scène de l'auteur avec Roland Piétri, Comédie des Champs-Élysées
- 1953 : Sud de Julien Green, mise en scène Jean Mercure, théâtre de l'Athénée
- 1955 : Sud de Julien Green, mise en scène Jean Mercure, théâtre des Célestins
- 1955 : Ornifle ou le Courant d'air de Jean Anouilh, mise en scène de l'auteur, Comédie de Paris
- 1957 : Hibernatus de Jean-Bernard Luc, mise en scène Georges Vitaly, théâtre de l'Athénée
- 1959 : Blaise de Claude Magnier, mise en scène Jacques Mauclair, théâtre des Nouveautés
- 1959 : La Petite Femme de Loth, comédie musicale, paroles Tristan Bernard, musique Claude Terrasse, mise en scène Georges Vitaly, théâtre La Bruyère
- 1960 : Boeing-Boeing de Marc Camoletti, mise en scène Christian-Gérard, Comédie Caumartin
- 1962 : L'Invitation au château de Jean Anouilh, mise en scène André Barsacq, théâtre des Célestins
- 1963 : Un amour qui ne finit pas d'André Roussin, mise en scène de l'auteur, théâtre de la Madeleine
- 1964 : Un amour qui ne finit pas d'André Roussin, mise en scène de l'auteur, théâtre des Célestins
- 1965 : Secretissimo de Marc Camoletti, mise en scène Jacques Charon, Théâtre des Ambassadeurs
- 1968 : La main passe de Georges Feydeau, mise en scène Jacques Rosny, théâtre des Célestins
- 1969 : Ava de Micheline Bourday, mise en scène de François Guérin, Comédie Saint-Martin[4]
- 1971 : L'Idiote de Marcel Achard, mise en scène Jacques-Henri Duval
- 1972 : Le Coup de Trafalgar de Roger Vitrac, mise en scène Jacques Rosner, théâtre national de l'Odéon
- 1973: Les Amants terribles de Noel Coward, mise en scène Raymond Gérôme, théâtre Montparnasse
- 1974 : Duos sur canapé de Marc Camoletti, mise en scène de l'auteur, théâtre Michel
- 1975 : Duos sur canapé de Marc Camoletti, mise en scène de l'auteur, théâtre Michel
- 1986 : Le Nègre de Didier Van Cauwelaert, mise en scène Pierre Boutron, théâtre des Bouffes-Parisiens

### Metteur en scène
- 1962 : Victor ou les enfants au pouvoir de Roger Vitrac, théâtre de l'Ambigu (assistant à la mise en scène de Jean Anouilh)
- 1966 : L'Œuf à la coque de Marcel Franck, théâtre des Arts, théâtre Michel
- 1973 : Nid d'embrouilles de Claude Magnier, théâtre des Nouveautés
- 1974 : La Chambre mandarine de Robert Thomas, théâtre des Nouveautés
- 1990 : Le Clan des veuves de Ginette Garcin, théâtre Fontaine, théâtre des Bouffes Parisiens
- 1990 : Gwendoline de Laurence Jyl, théâtre Antoine
- 1995 : Laisse faire Nini de Laurence Jyl, théâtre Eldorado
- 1996 : La Pêche à la ligne de Jean Barbier, théâtre des Nouveautés